# Antica Pizzeria Port'Alba
Antica Pizzeria Port'Alba è una pizzeria italiana, con sede a Napoli. Aperta come pizzeria nel 1830, è considerata la più antica al mondo.
Il locale si trova nel centro storico della città, all'inizio del decumano maggiore, in via Port'Alba.

## Storia
Fu fondata nel 1738 allo scopo di produrre per la vendita ambulante e poi fu aperta come pizzeria nel 1830 nel centro della città.
In origine, produceva pizze in forni a legna e assumeva venditori ambulanti che le vendessero poi per strada. Un sistema di credito, soprannominato "pizza a otto", permetteva ai consumatori di ritardare il pagamento fino ad 8 giorni dal consumo. Taluni clienti composero poesie in onore alle pietanze. Tra i clienti celebri: Gabriele D'Annunzio, Salvatore Di Giacomo e Benedetto Croce.
Sin dalla sua fondazione i forni di cottura sono stati rivestiti con pietra lavica proveniente dalle vicinanze del Vesuvio. Una pizza offerta dalla pizzeria Port'Alba, che ottenne discreta notorietà, è la Mastunicòla (Mastro Nicola), condita con strutto, ricotta di pecora, formaggio e basilico, che era già preparata nel Seicento.